# Grotta Gigante
La Grotta Gigante (Briška jama [brìsc'ca iàma] o jama pri Briščikih [iàma pri brìsc'cichih] in sloveno) è una grotta carsica, esplorata nel 1840 e aperta al turismo dal Club Touristi Triestini già nel 1908. In seguito alla perdita delle Grotte di Postumia, che sono passate alla Jugoslavia nel 1947, ha ricevuto un forte impulso turistico nel secondo dopoguerra.
La grotta è situata sull'altipiano del Carso, a pochi chilometri dalla città di Trieste e dal confine con la Slovenia (valico di Monrupino).
La sua principale caratteristica è quella di essere una grande grotta turistica contenente la sala naturale più grande al mondo: un singolo vano alto circa 114 metri, lungo 280 metri e largo 76,3 metri, inserita nel Guinness dei primati dal 1995. La gestione turistica della Grotta Gigante è affidata alla Commissione Grotte "E. Boegan", il gruppo speleologico della Società Alpina delle Giulie (la Sezione di Trieste del Club Alpino Italiano). La Grotta Gigante è visitabile tutto l'anno, svolgendosi in essa, oltre alle attività di ricerca scientifica, anche attività didattiche e turistiche.

## Descrizione
La Grotta Gigante, la cui origine viene fatta risalire ad almeno una decina di milioni di anni fa, è una vasta cavità presente nel sottosuolo del Carso triestino, costituito da rocce carbonatiche prevalentemente calcaree e in minor misura dolomitiche.

### Formazione delle rocce calcaree del Carso
Tali rocce si sono formate tra i 100 e i 30 milioni di anni fa (tra il Cretacico inferiore e l'Eocene superiore) per il lento accumulo di sedimenti carbonatici sui fondali di antichi mari caldi e poco profondi. Questi sedimenti erano rappresentati soprattutto da parti dure (conchiglie) di organismi morti, tra i quali microscopici foraminiferi, coralli, echinodermi, crostacei e molluschi gasteropodi e bivalvi, strutture algali, misti a fanghi anch'essi carbonatici. I naturali processi di diagenesi hanno in seguito trasformato tali sedimenti sciolti in strati di roccia compatta.

### Formazione delle gallerie carsiche sotterranee
Gli strati dei sedimenti rocciosi, generatisi sotto i fondali marini, sono quindi emersi circa 20-30 milioni di anni fa a causa dell'orogenesi, provocata dai lenti movimenti della crosta terrestre. Una volta emerse dal mare,
le rocce calcaree del Carso rimasero esposte all'azione dissolutiva delle acque piovane e dei fiumi, che diede inizio al processo di incarsimento. Il carbonato di calcio, che costituisce la roccia calcarea, a contatto con l'acido carbonico che si forma nell'acqua a causa della reazione chimica tra l'acqua stessa e l'anidride carbonica contenuta nell'aria o nel suolo, si trasforma infatti in bicarbonato di calcio, che, essendo solubile, viene asportato dall'acqua. 
Con questo processo di dissoluzione, in realtà alquanto complesso, l'acqua che penetra nelle strette fratture delle rocce carbonatiche porta via lentamente il calcare attorno alle fratture stesse, allargandole. I fiumi, che scorrevano inizialmente sulla superficie del territorio carsico, cominciarono quindi a scavare progressivamente, per dissoluzione ed erosione, ampie gallerie sotterranee. Il paesaggio venne dunque privato dell'idrografia superficiale e tutte le acque deviarono il loro corso nel sottosuolo. In tale lento e inesorabile processo i corsi d'acqua sotterranei continuarono in seguito ad allargare nuove fratture sprofondando ulteriormente. Vennero perciò create nuove gallerie ancora più profonde mentre quelle superiori, generate precedentemente, furono gradualmente abbandonate dai corsi d'acqua.

### Riempimento e concrezionamento delle cavità carsiche
Tali cavità ormai vuote cominciarono a subire processi, tuttora in atto, di riempimento per l'apporto di sostanze trasportate dall'acqua di gocciolamento proveniente dagli strati di roccia superiori. L'apporto di calcare costituisce la base per la formazione di concrezioni come stalattiti, stalagmiti e colate calcitiche, mentre altri minerali contribuiscono a dare a tali concrezioni differenti colorazioni. L'ingresso di abbondanti quantità di materiali argillosi e terrigeni, per esempio in fasi climatiche particolarmente piovose, può inoltre portare al riempimento anche completo delle cavità. Altre modifiche alla morfologia delle gallerie ormai abbandonate dai corsi d'acqua che le generarono sono dovute ai crolli che comunemente si verificano per l'indebolimento delle pareti e della volta.

### La Grotta Gigante
Tutti questi processi sono osservabili anche all'interno della Grotta Gigante, che rappresenta un tratto ancora visibile di un'antica galleria fluviale di un complesso sistema ipogeo. Essa è impostata in rocce generatesi nel corso del Cretacico superiore, contenenti abbondanti fossili di rudiste, molluschi lamellibranchi estinti 65 milioni di anni fa nel corso della grande estinzione che portò anche alla scomparsa dei dinosauri. I corsi d'acqua hanno abbandonato la cavità ormai da moltissimo tempo, in un'epoca risalente ad almeno cinque milioni di anni fa. La morfologia attuale è frutto di profonde modifiche strutturali: la spettacolare Grande Caverna deve infatti la sua origine e la sua ampiezza al crollo di un diaframma di roccia che inizialmente separava due distinte gallerie sovrapposte. 
Tale colossale frana, databile a circa 500.000 anni fa, ha causato l'occlusione del proseguimento della grande galleria inferiore ma ha permesso la fusione di ciò che resta di questa con la più piccola galleria superiore, creando il vastissimo ambiente oggi visitabile. Un altro antico crollo ha permesso l'unione della Grotta Gigante con un profondo pozzo verticale attiguo, generato dall'acqua piovana in epoca più recente rispetto all'origine del resto della grotta. Da quando la cavità è stata abbandonata dai corsi d'acqua, al suo interno è cominciata anche la crescita di concrezioni calcitiche.  Numerosissime infatti sono le stalattiti e stalagmiti che impreziosiscono la grotta. Tra le stalagmiti, che crescono attualmente ad una velocità media di 1mm ogni 15-20 anni, spicca l'imponente "Colonna Ruggero", alta 12 metri e formatasi in circa 200.000 anni. Molte di queste concrezioni presentano una colorazione rossastra, dovuta alla presenza di ossidi di ferro.

### Morfologia
La Grotta Gigante presenta tre accessi naturali, di cui due costituiscono oggi, rispettivamente l'ingresso e l'uscita del percorso turistico. Tutti e tre confluiscono in un'enorme caverna sotterranea che misura 98,5 metri in altezza, 167,6 metri di lunghezza e 76,3 metri in larghezza, per un volume di circa 365.000 metri cubi. L'ingresso si trova a 274 metri sul livello del mare, mentre la quota del fondo della caverna misura 160,5 metri sul livello del mare. Dalla caverna principale (denominata "Grande Caverna") si diparte inoltre un profondo ramo laterale costituito da una serie di pozzi carsici verticali comunicanti, il cui fondo si trova alla profondità di 250 metri sotto la superficie e alla quota di circa 20 metri sul livello del mare. Completano lo sviluppo finora noto della Grotta Gigante alcune gallerie laterali a fondo cieco, ostruite da depositi naturali di argilla e da concrezioni calcitiche; le due gallerie laterali principali misurano in lunghezza rispettivamente 80 metri e 60 metri. Il rilievo più preciso della Grotta Gigante è stato eseguito nel 2011 dall'Istituto nazionale di oceanografia e di geofisica sperimentale con l'utilizzo di tecnologia laser scanner.

## Storia, esplorazioni e sviluppo turistico
La galleria che costituisce l'attuale uscita del percorso turistico della Grotta Gigante, facilmente accessibile dall'esterno e meno ripida della galleria d'ingresso, ha restituito nel corso di scavi archeologici numerosi reperti risalenti a varie epoche. I più antichi (punte di freccia e raschietti in selce, ma anche i resti umani di due persone) sono datati al tardo Neolitico, ma non mancano testimonianze dell'Età del bronzo (un pugnale e vasellame), di epoca romana (tre monete del primo secolo d.C.) e medievale (cocci di terracotta). Fino al 1840 pare comunque che la frequentazione umana si sia limitata alla parte superiore della galleria, separata dal fondo della Grande Caverna (la parte più imponente della grotta) da un salto verticale di quasi cento metri. Il primo a calarsi da questo profondo dirupo avvolto nella totale oscurità fu, nel 1840, l'ingegnere montanistico Anton Friedrich Lindner, che stava esplorando le cavità più profonde del Carso alla ricerca di riserve idriche sotterranee da sfruttare per l'approvvigionamento idrico della città di Trieste, che era infatti diventata in quegli anni il principale porto dell'Impero austro-ungarico e si stava espandendo grazie al boom economico. 
Alla popolazione in crescita non bastavano più le riserve d'acqua tradizionali e in superficie era impossibile trovarne altre perché, a causa del carsismo, in questo territorio i corsi d'acqua, come anche la pioggia, vengono inghiottiti dalla fitta rete di pozzi naturali, gallerie e fratture che interessano le rocce dell'intero altipiano. Non restava dunque che cercare l'acqua lì dov'era abbondante e cioè proprio nel sottosuolo. Fu questa la ragione che diede il via alla metodica esplorazione delle profonde cavità carsiche della zona, tra cui la stessa Grotta Gigante. Non avendo trovato l'acqua agognata (la Grotta Gigante è stata abbandonata ormai da milioni di anni dai corsi d'acqua che l'hanno scavata), l'esplorazione della grotta non fu completata. Una nuova spedizione portò alla scoperta di due nuovi ingressi nel 1890. Uno di questi ingressi si prestava alla costruzione di scalinate per le visite turistiche e fu così che tra il 1905 ed il 1908 si costruì il primo percorso, ancora oggi in parte utilizzato. Fino al 1957 per l'illuminazione si utilizzavano lampade ad acetilene, sostituite poi dall'impianto elettrico. Nel 1997 fu costruito il nuovo percorso di risalita, dedicato a Carlo Finocchiaro, a lungo presidente della Commissione Grotte E. Boegan e figura di spicco nel mondo della speleologia internazionale. 
Nel 2007 si concluse l'esplorazione dell'ultimo ramo laterale della Grotta Gigante, oggi dedicato allo speleologo Giorgio Coloni, che consente di raggiungere con l'ausilio di una vera e propria via ferrata la profondità di 250 metri, termina quindi a solo 20 metri sul livello del mare. Nel 2005 è stato inaugurato il nuovo "Centro accoglienza visitatori", che ospita anche il Museo scientifico speleologico, mentre nel 2009 è stato rinnovato integralmente l'impianto d'illuminazione della grotta.

### Attività didattiche
La Grotta Gigante pone particolare cura alle attività didattiche proposte alle scolaresche in visita d'istruzione. Presso il Museo scientifico speleologico della Grotta Gigante infatti sono allestiti appositi spazi dove approfondire con
alunni e studenti di ogni ordine e grado interessanti gli aspetti geologici e biologici dell'ambiente carsico sotterraneo e sulle numerose ricerche scientifiche svolte all'interno della Grotta; vengono
proposte allo scopo attività sia teoriche che pratiche. Viene dato spazio anche all'aspetto sportivo, grazie alla parete artificiale di arrampicata dove i ragazzi possono mettere alla prova, in totale sicurezza, le proprie capacità di
scalatori.

### Percorso turistico
Il percorso attrezzato per le visite turistiche è lungo 850 metri e consente di raggiungere la profondità di 101 metri sotto la superficie e le visite guidate durano circa un'ora. L'accesso si trova all'interno della moderna struttura del centro accoglienza visitatori, inaugurata nel 2005, che ospita anche il Museo scientifico speleologico, spazi per le attività didattiche rivolte alle scuole, la sala d'aspetto, dove i visitatori possono attendere comodamente l'inizio delle visite guidate alla grotta, e la biglietteria.
Da qui imponenti e comode scalinate conducono il visitatore attraverso un'impressionante galleria naturale fino alla profondità di 101 metri sotto la superficie, alla scoperta di un'enorme caverna (tra le più grandi al mondo aperte al pubblico) alta 98,50 m, lunga 167,60 m e larga 76,30 m. Il percorso è reso ancora più affascinante dalle magnifiche concrezioni (delle quali la più celebre è la "Colonna Ruggero", così intitolata in memoria di Ruggero Konviczka) e dai suggestivi colori (toni bianchi e grigi dovuti alla calcite e ampie sfumature rossastre dovute alla presenza di
ossidi di ferro).
Dopo aver attraversato la Grande Caverna si prosegue verso la Sala dell'Altare, dove si scorge l'ingresso del profondo ramo laterale Coloni, che conduce a 250 metri di profondità. S'intraprende quindi il panoramico "Sentiero Finocchiaro" per arrivare, attraverso la Galleria Artificiale, fino al Belvedere. Da qui, dove si può toccare la volta della Grande Caverna e ammirarne il fondo 100 metri più sotto, si salgono ancora pochi gradini per guadagnare l'uscita.
Negli ultimi anni sono stati fatti grandi sforzi per portare l'offerta a livelli di eccellenza: nel 1997 è stato
costruito un nuovo percorso che consente di sfruttare come uscita l'ingresso naturale da cui scesero i primi esploratori nel 1840, nel 2005 furono ultimati i lavori per l'edificazione del "Centro Accoglienza Visitatori", mentre a fine 2009 è stato inaugurato il nuovissimo impianto d'illuminazione, realizzato seguendo rigorosi principi ecologici di risparmio energetico.
Il rilievo a laser scanner, realizzato nel 2011, ha permesso di ottenere con altissima precisione le reali misure della grotta e di ricavare un filmato virtuale interattivo, fruibile da postazione computerizzata, dedicato a chi fosse fisicamente impossibilitato a compiere i numerosi gradini del percorso turistico. Il filmato viene utilizzato anche nel corso delle attività didattiche.
La temperatura nella grotta è costante tutto l'anno (11 °C).

## Ricerca scientifica
La Grotta Gigante è pure sito d'importanti ricerche scientifiche. Sono infatti ospitati al suo interno i Pendoli Geodetici più lunghi del mondo, usati dal Dipartimento di Matematica e Geoscienze dell'Università degli Studi di Trieste per monitorare innumerevoli movimenti della crosta del nostro pianeta, dalle maree terrestri ai movimenti tettonici delle placche, a impercettibili vibrazioni generate da terremoti che avvengono anche all'altro capo del mondo. Completano la stazione geofisica una coppia di clinometri, che informano sui movimenti di rotazione della grotta sul piano orizzontale, ed i sismometri del Centro per le ricerche sismologiche (CRS) dell' Istituto Nazionale di Oceanografia e di Geofisica Sperimentale - OGS.
L'Università di Trieste compie inoltre nella cavità importanti studi sull'idrologia sotterranea del Carso Triestino e sullo sviluppo della Lampenflora, mentre il Museo civico di storia naturale di Trieste s'interessa al monitoraggio della fauna. L'ARPA del Friuli Venezia Giulia conduce continue ricerche sulle fluttuazioni della concentrazione di gas radon nell'aria della caverna, mentre il CNR segue le registrazioni della stazione meteorologica, composta da strumentazioni installate sia all'interno che all'esterno della grotta.

## Galleria d'immagini

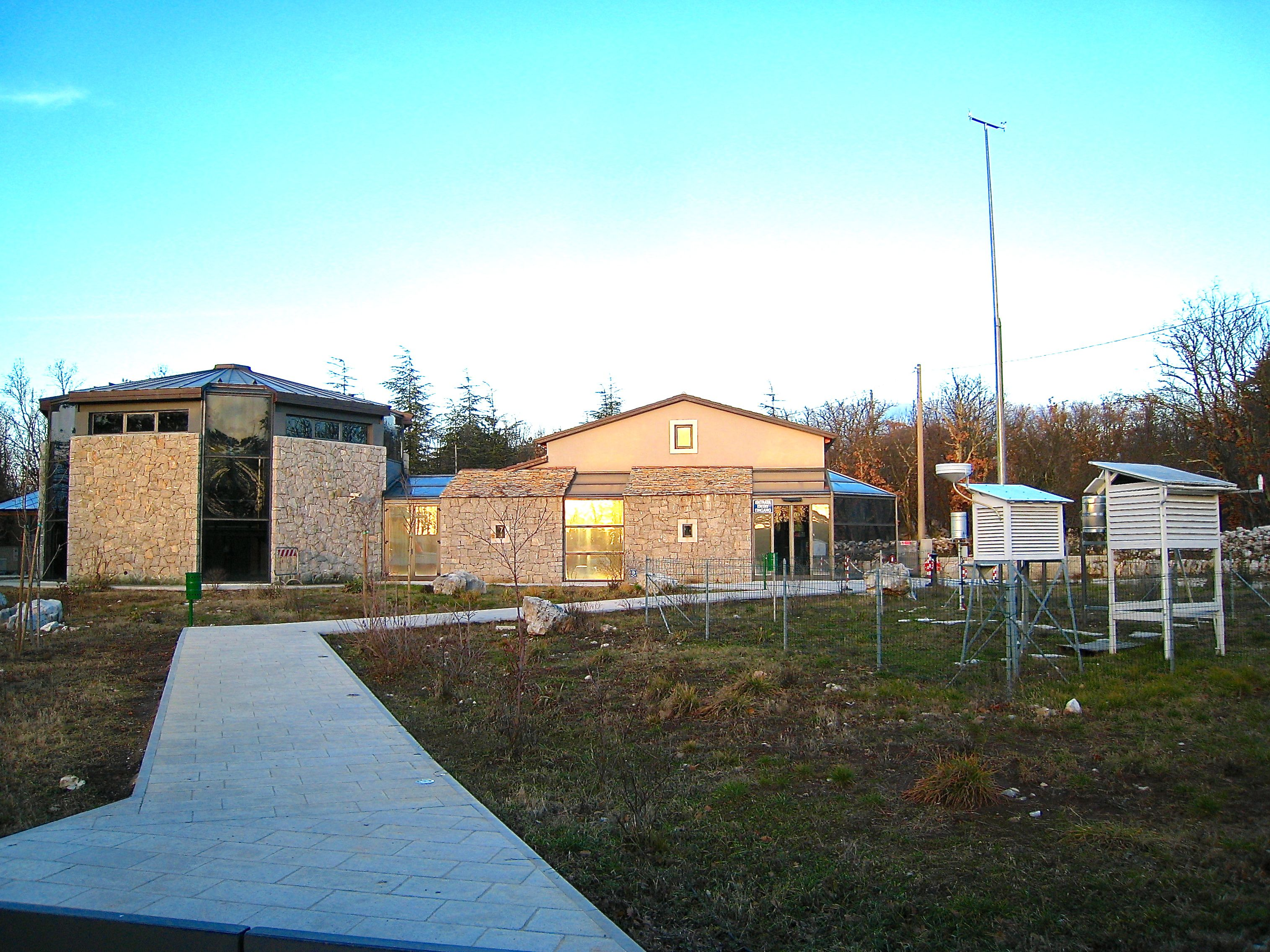
L’ingresso alla Grotta Gigante
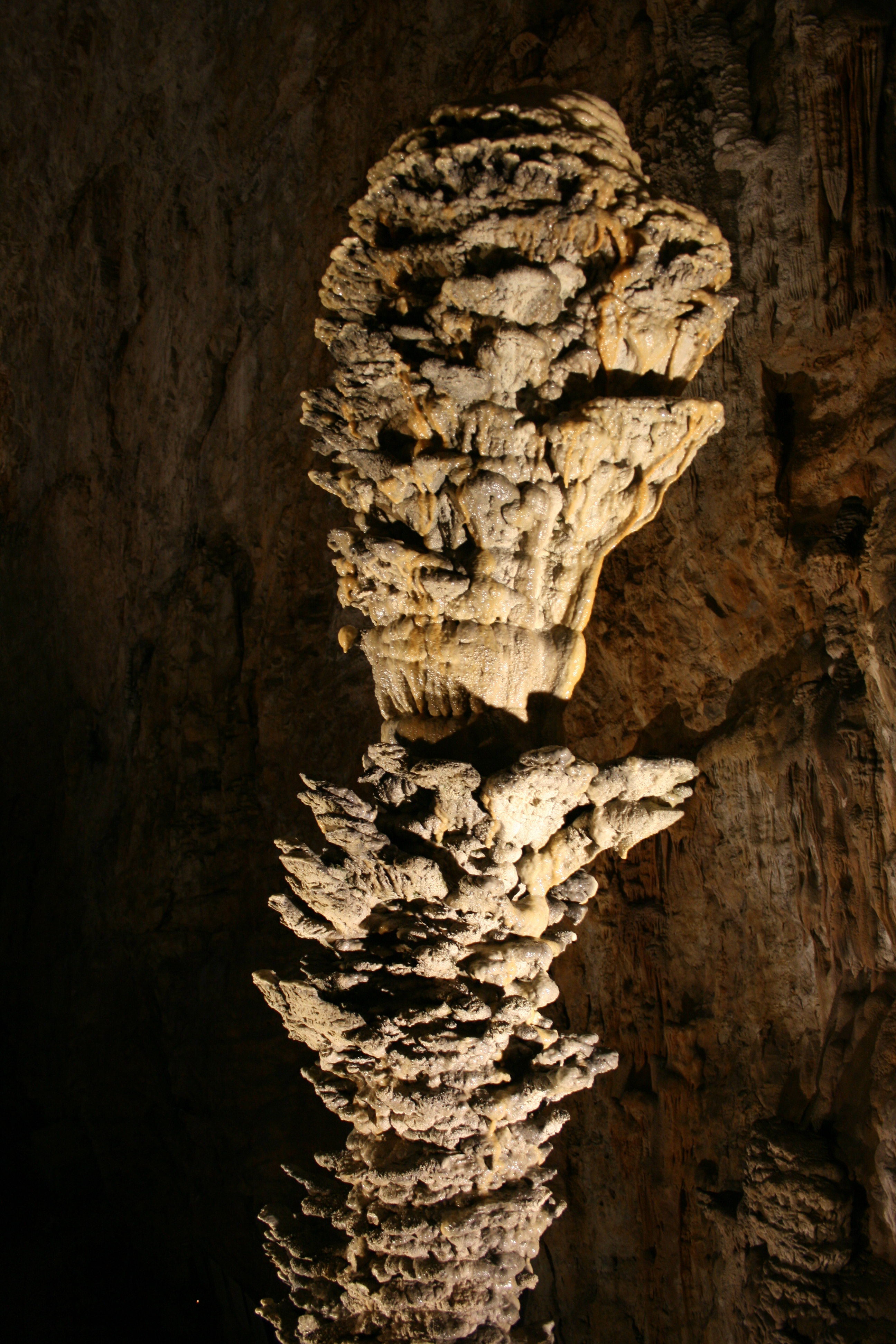
Dettaglio della stalagmite chiamata "la palma"
Una foto pubblicata nel 1926. Si noti il rapporto tra le persone e la stalagmite
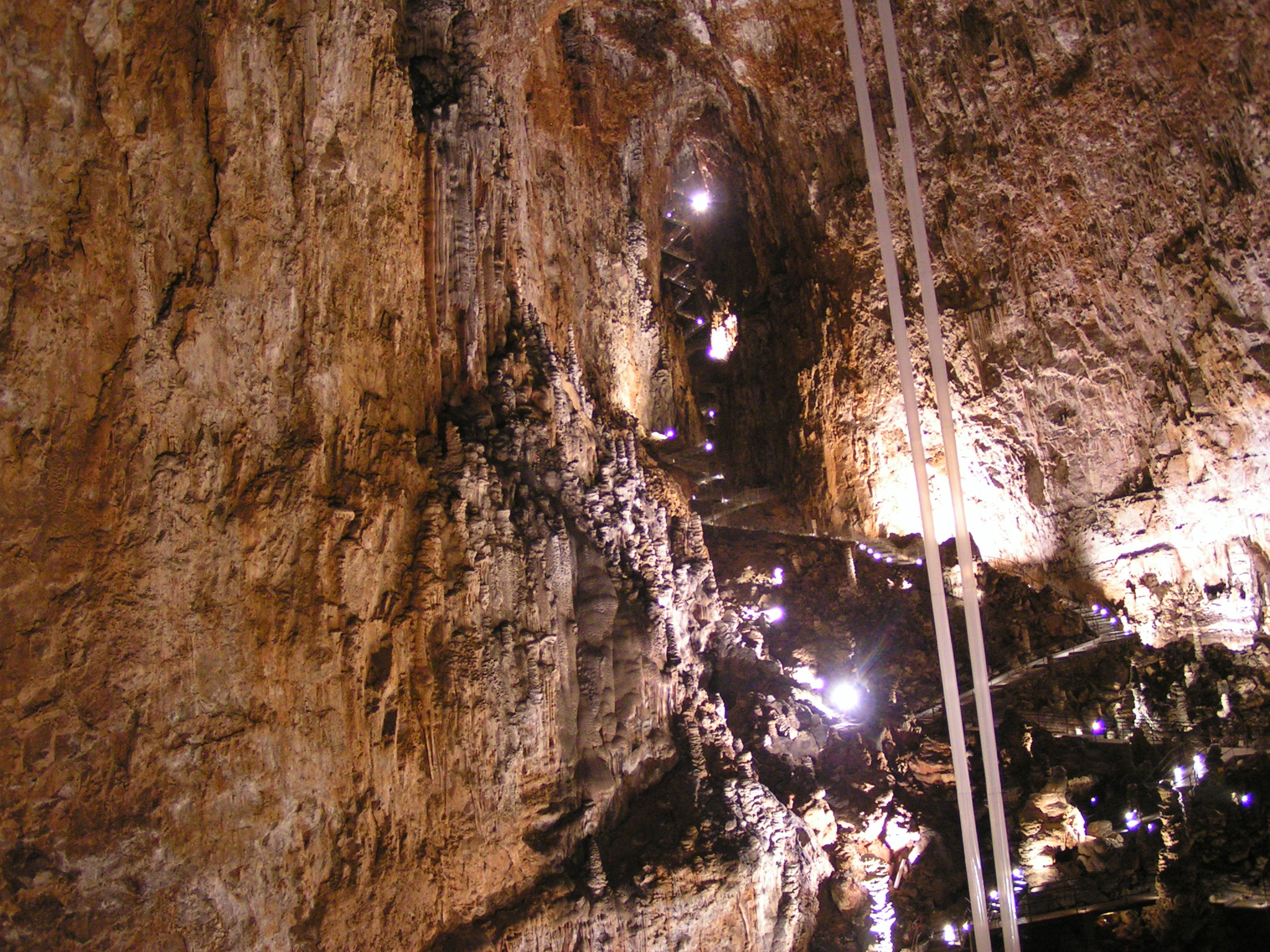
Le ripide rampe di scale che discendono sul fondo della grotta. Sono ben visibili gli involucri che contengono i pendoli.
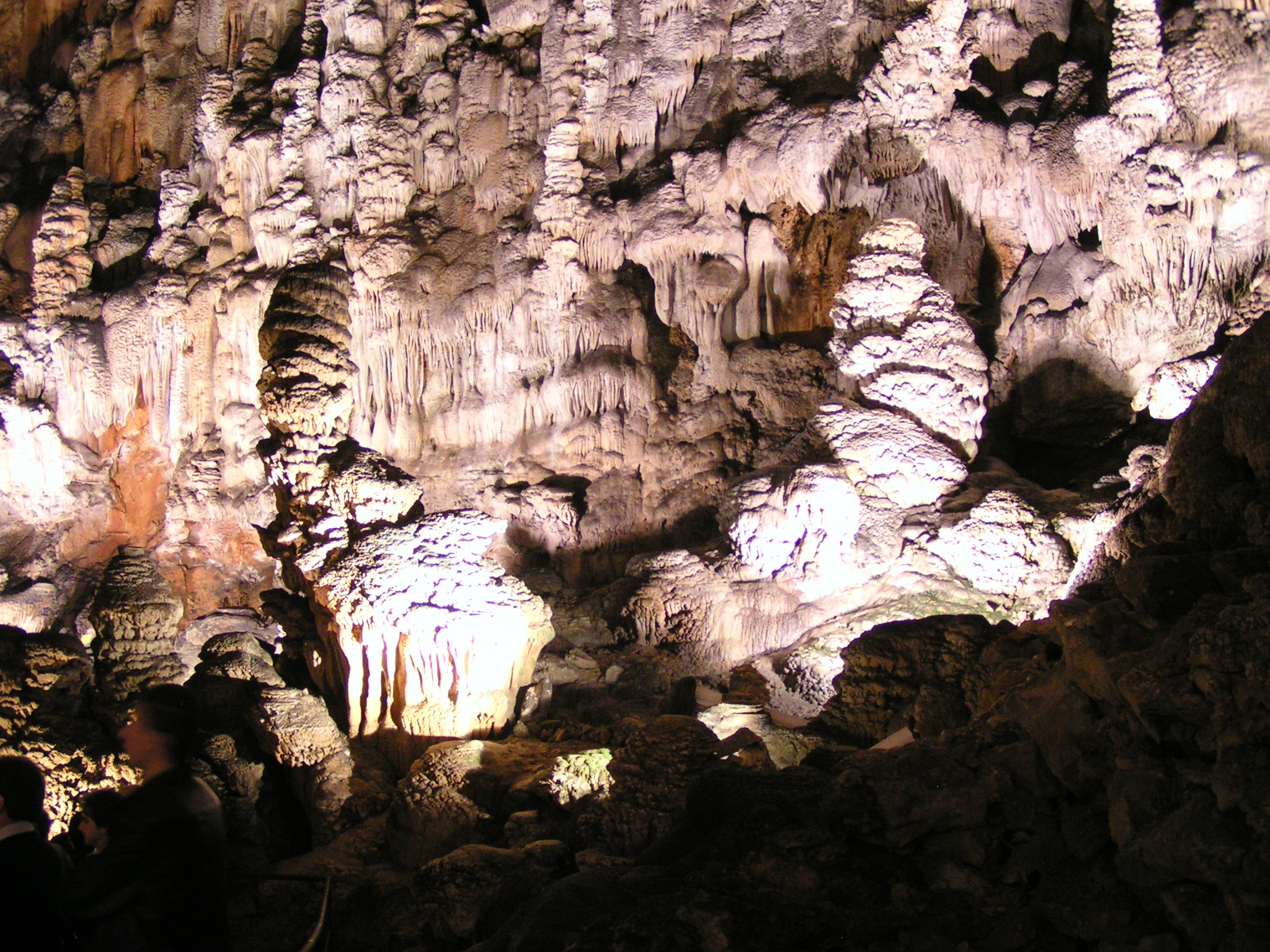
Un lato della grotta ricoperto di imponenti stalagmiti.